# Das Massaker von Mazar
Das Massaker von Mazar (Originaltitel: Afghan Massacre: Convoy of Death oder Massacre at Mazar) ist ein Dokumentarfilm aus dem Jahr 2002 von Jamie Doran über mutmaßliche Kriegsverbrechen an Taliban-Kämpfern im November 2001 nach ihrer Kapitulation gegenüber den afghanischen Alliierten der US-Truppen nach der Belagerung von Kundus.